# 相浦站
相浦站（日语：／ Ainoura eki */?），是一個位於長崎縣佐世保市相浦町，屬於松浦鐵道西九州線的鐵路車站。

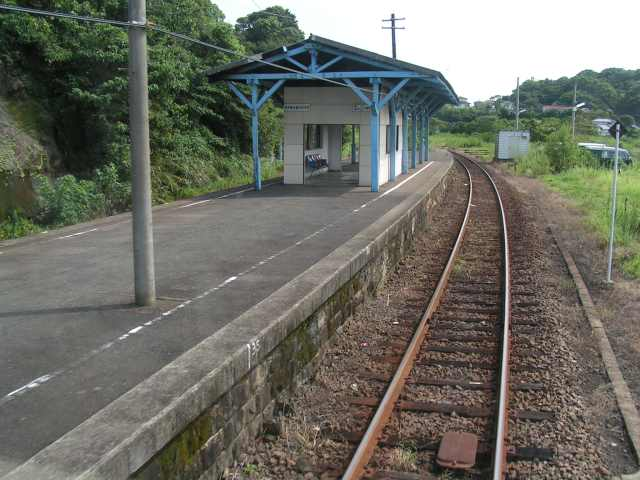
候車室與月台（2006年9月）

## 車站結構
- 島式月台1面2線的無人站。位於盛土上，設有留置線。
- 至JR時代為止曾設有木造站舍，並為有人站，轉換至松浦鐵道後無人化。
- 現在的站舍已撤去，月台上只餘下候車。

### 月台配置
| 月台 | 方向 | 路線      | 目的地                             | 備註 |
| ---- | ---- | --------- | ---------------------------------- | ---- |
| 西側 | 上行 | ■西九州線 | 佐佐、田平平戶口、松浦、伊萬里方向 |      |
| 東側 | 下行 | ■西九州線 | 佐世保方向                         |      |

## 相鄰車站
松浦鐵道
西九州線
棚方－相浦－大學

## 外部連結
- 相浦車站時刻表 （页面存档备份，存于） - 松浦鐵道